# Sekhukhune
Sekhukhune, ook gespeld als Sikukuni of Sekoekoeni (1814 - 13 augustus 1882) was koning van de Marota (ook bekend als Pedi). Zijn rijk lag tussen de Limpopo- en Vaalrivier in de hedendaagse Zuid-Afrikaanse provincie Limpopo.

## Levensloop
Sekhukhune werd na de dood van zijn vader op 21 september 1861 koning van de Marota. Om zijn rijk te verdedigen tegen Europese kolonisatie liet hij zijn jonge onderdanen in blanke mijnen en boerderijen werken om van hun salaris geweren van de Portugezen te Delagoabaai en vee te kopen om zijn rijk te versterken.
In mei 1876 verklaarde president Thomas François Burgers van de Zuid-Afrikaansche Republiek (Transvaal) Sekhukhune de oorlog. Sekhukhune wist het Transvaalse leger op 1 augustus te verslaan. Een volgende aanval van het Lydenburgse Vrijwilligerskorps werd ook afgeslagen. Op 16 februari 1877 tekenden de twee partijen bij Botshabêlô een vredesverdrag. Zijn overwinningen droegen bij aan het vertrek van Burgers en de Britse annexatie van de Republiek in 1877.
Hoewel de Britten de Transvaalse oorlog tegen Sekhukhune eerst hadden veroordeeld werd deze na de annexatie gewoon voortgezet. In 1878 en 1879 werden drie Britse aanvallen met succes afgeslagen tot Sir Garnet Wolseley in november 1879 met een leger van Britten, Boeren en 10.000 Swazi Sekhukhune wist te verslaan. Op 2 december werd de gevluchte Sekhukhune gevangengenomen en op 9 december werd hij opgesloten in Pretoria. 
Op 3 augustus 1881 werd de Conventie van Pretoria getekend, waarin in artikel 23 werd vastgesteld dat Sekhukhune zou worden vrijgelaten. Omdat zijn hoofdstad was platgebrand vertrok hij naar een plaats genaamd Manoge. Op 13 augustus 1882 werd Sekhukhune vermoord door zijn halfbroer Mampuru, die beweerde dat hij de wetmatige koning was. Mampura werd het jaar daarop door de Boeren gevangengenomen, berecht voor moord en opgehangen in Pretoria.